# John Cassin Cantwell

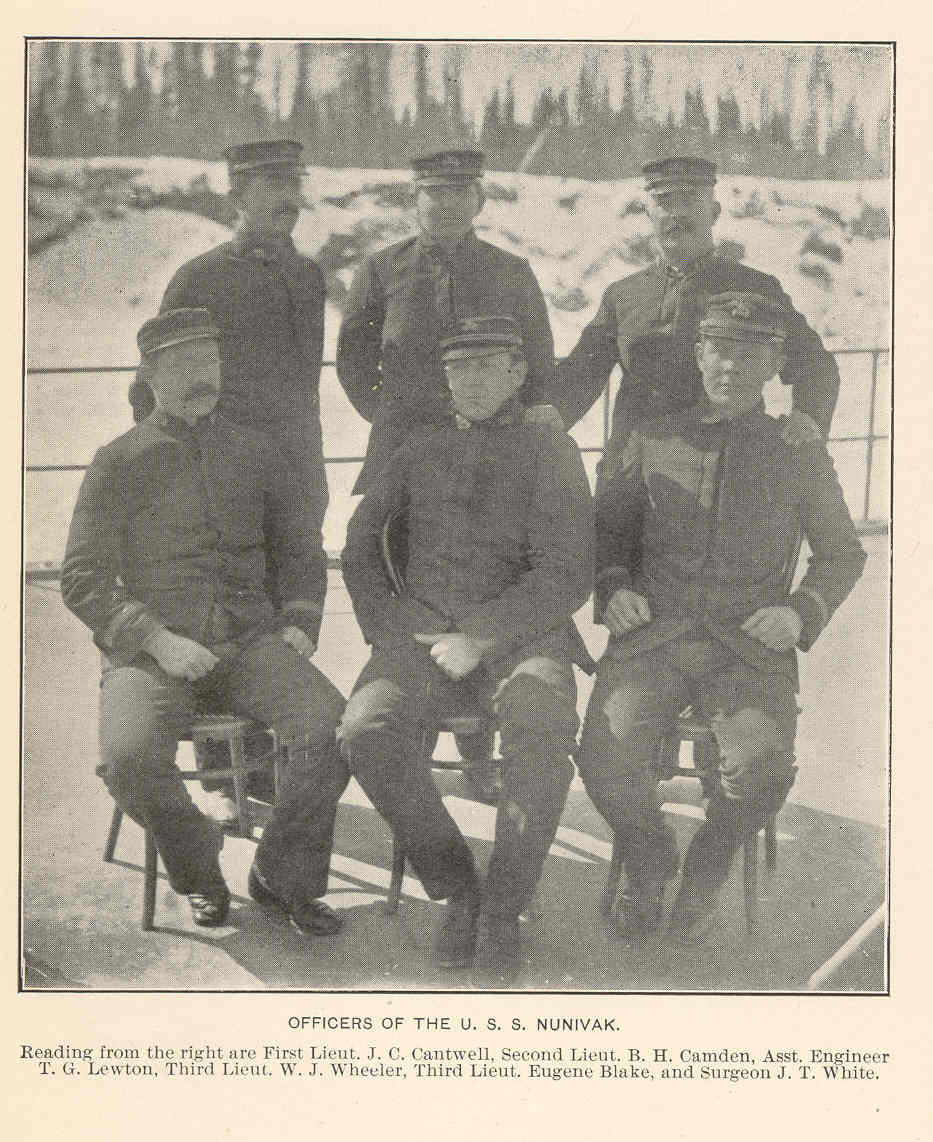
John C. Cantwell (links im Bild)

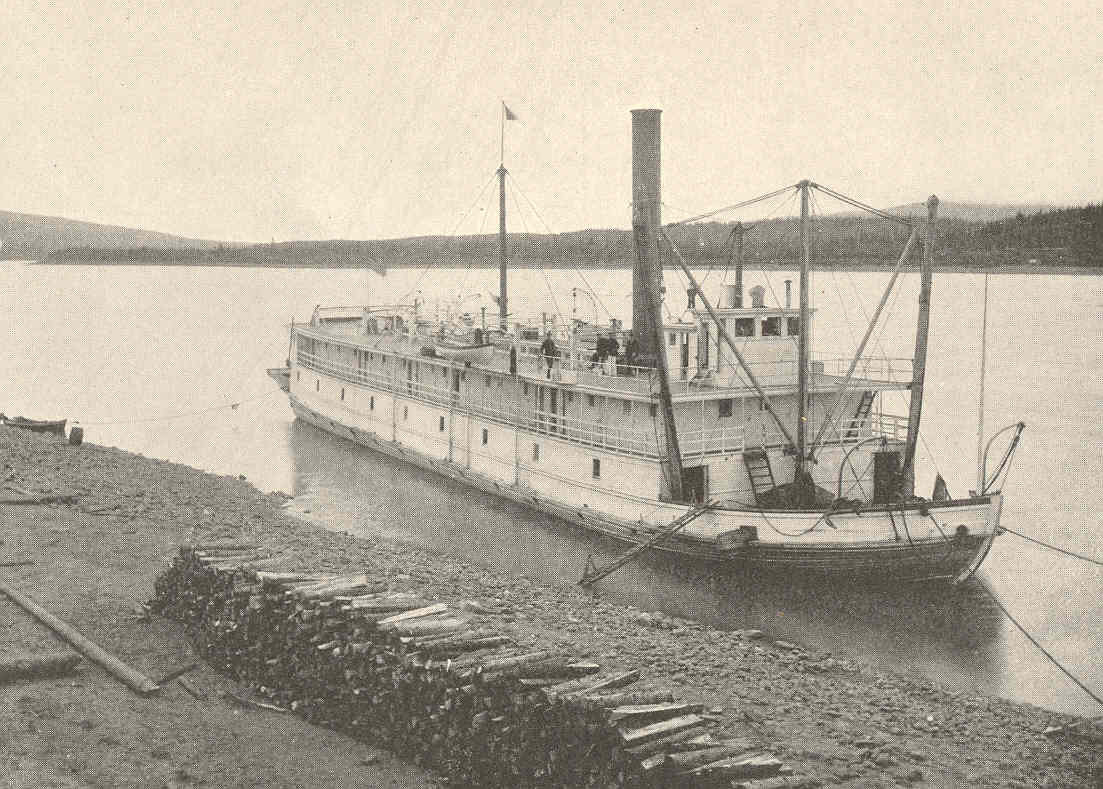
U.S.S. Nunivak

John Cassin Cantwell (* 9. Januar 1859 in Raleigh in North Carolina; † 8. Oktober 1940 in Sausalito in Kalifornien) war ein Offizier im U.S. Revenue Cutter Service (USRCS) der Vereinigten Staaten von Amerika. Cantwell war Ende des 19. Jahrhunderts einer der ersten Forschungsreisenden in Nordwest-Alaska.

## Lebensweg
Cantwell wurde 1859 als Sohn irischer Einwanderer in den Vereinigten Staaten geboren. Während seiner Jugend wurde er auf ein römisch-katholisches Seminar nach Irland geschickt. Im Alter von 20 trat er dem USRCS bei. Anfangs war er auf Küstenwachschiffen vor der Ostküste und Golfküste unterwegs. 1884 wurde er an die Westküste versetzt und diente auf dem Cutter Thomas Corwin unter dem Kommando von Captain Michael A. Healy. Das Schiff patrouillierte regelmäßig vor der Küste des Beringmeeres. Im Sommer 1884 bekam Cantwell die Gelegenheit, mit einem Forschungsteam den Flusslauf des Kobuk River (damals noch Kowak River) zu erkunden. Sie fuhren dabei mit einer dampfgetriebenen Barkasse flussaufwärts.  Cantwell führte ausführlich Buch über die 54-tägige Reise. Es war zu der Zeit feuchtwarm und es gab unzählige Moskitos. Es wurden neben geografischen und geologischen Gegebenheiten auch Pflanzen, Rohstoffe und Mammutstoßzähne dokumentiert. Des Weiteren trafen die Forschungsreisenden auf die dortigen Ureinwohner. Im Folgejahr führte Cantwell eine zweite Flussexpedition den Kobuk River hinauf. Er erreichte dabei den See Walker Lake in der Quellregion des Flusses. Neben den beiden Kobuk-Expeditionen führte Cantwell als Erster Untersuchungen eines im Jahr 1883 neu geformten Vulkans auf Bogoslof Island durch. Er setzte seine Erkundungen in Alaska in der Folgezeit fort. 1899–1901 war er als Kapitän des Cutter Nunivak auf dem Yukon River unterwegs. Cantwell war verheiratet und hatte einen Sohn. Seine Familie lebte in San Francisco. Cantwell starb 1940.

## Ehrungen
In Alaska wurden mehrere geografische Objekte nach Cantwell benannt, darunter die Ortschaft Cantwell und der Cantwell-Gletscher.